# Onthophagus knapperti
Onthophagus knapperti là một loài bọ cánh cứng trong họ Bọ hung (Scarabaeidae).